# Wiktor Józef Mamak

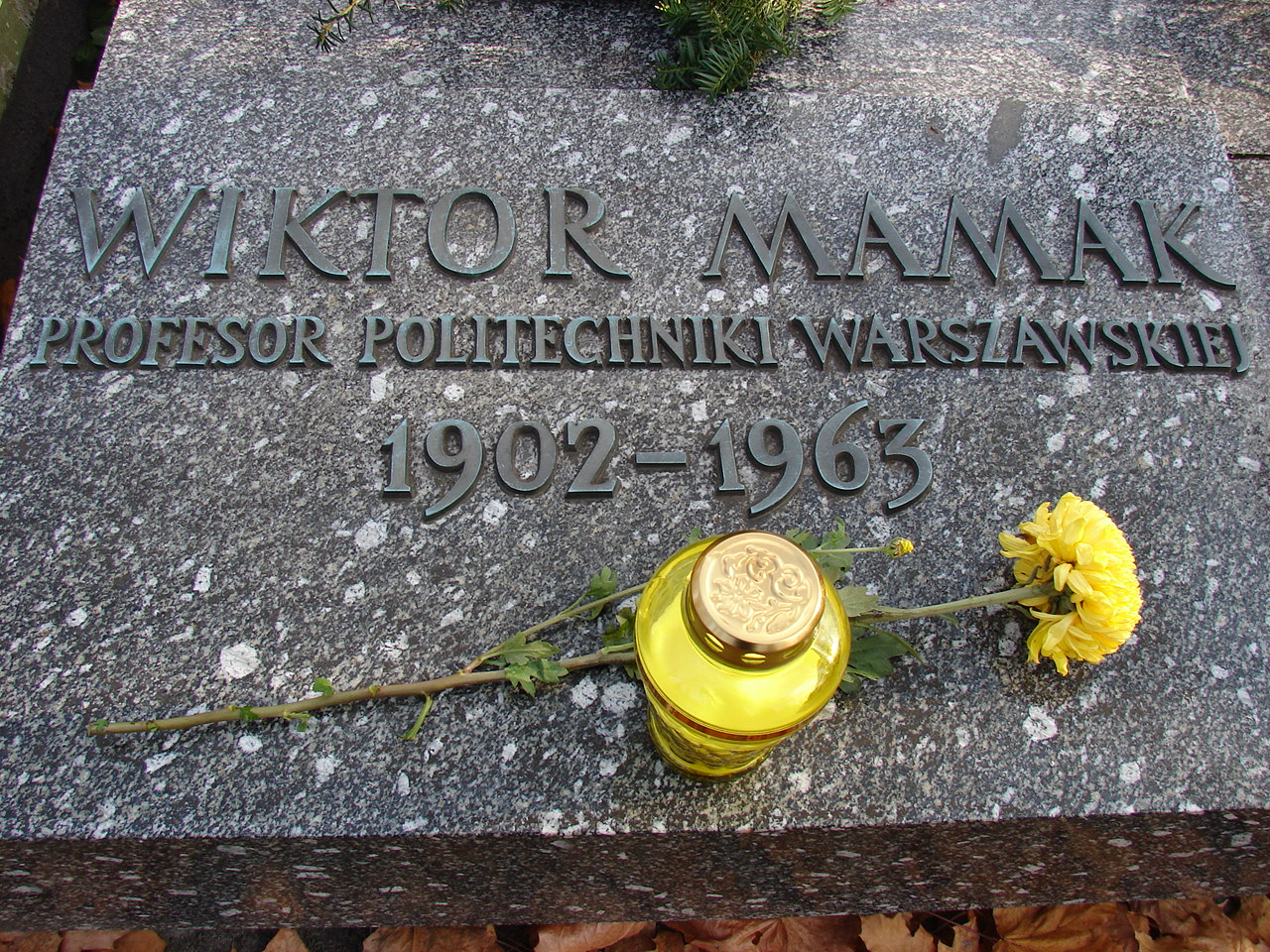
Nagrobek prof. Wiktora J. Mamaka na cmentarzu Powązkowskim w Warszawie

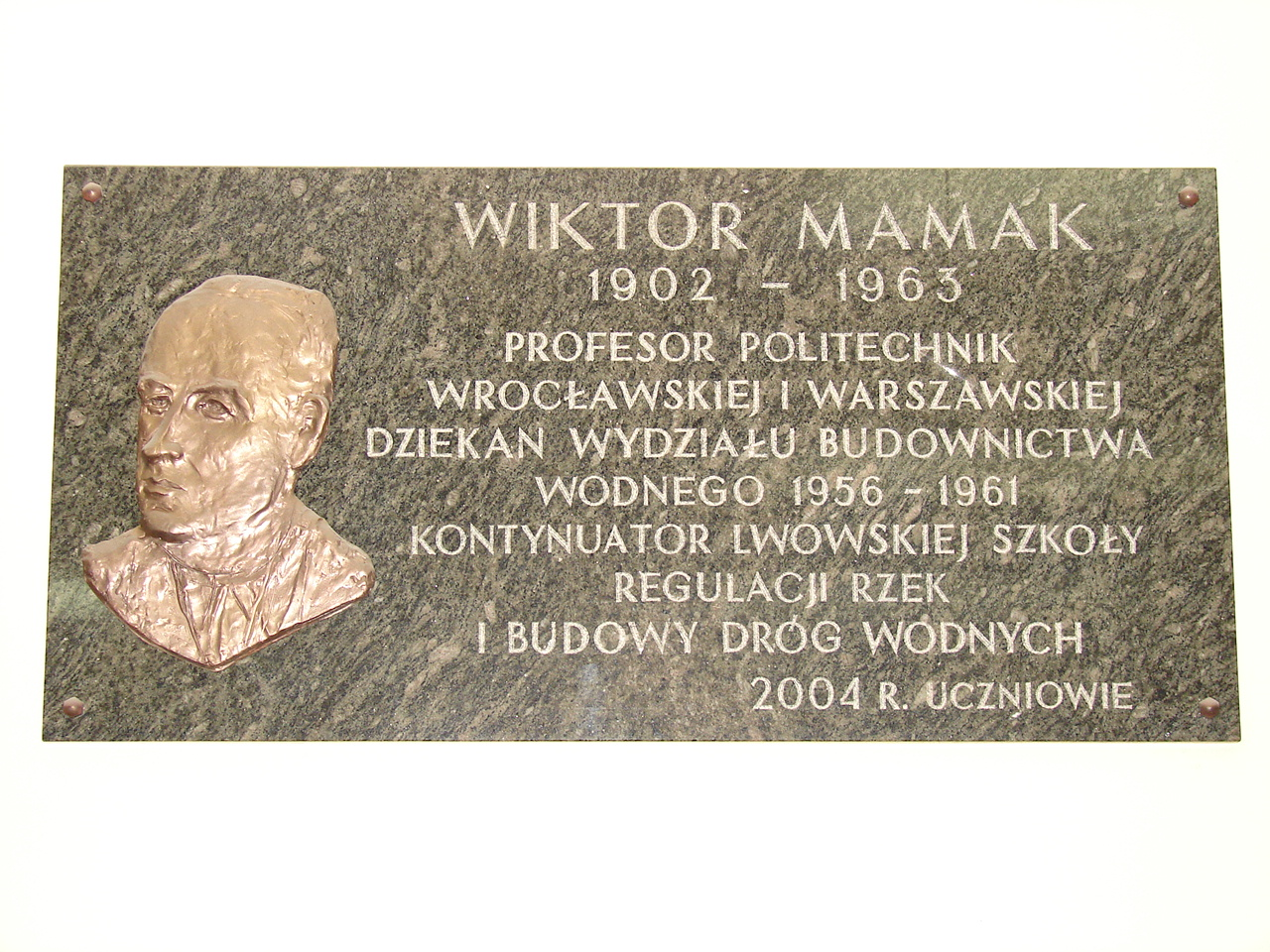
Tablica pamiątkowa poświęcona prof. Wiktorowi J. Mamakowi w Gmachu Wydziału Inżynierii Środowiska Politechniki Warszawskiej

Wiktor Józef Mamak (ur. 23 marca 1902 w Sowlinach, zm. 28 kwietnia 1963 w Warszawie) – polski inżynier budownictwa wodnego, nauczyciel akademicki, profesor, doktor nauk technicznych, dziekan Wydziału Inżynierii Politechniki Wrocławskiej i Wydziału Budownictwa Wodnego Politechniki Warszawskiej, autor publikacji akademickich w zakresie dróg wodnych i portów.

## Życiorys

### Dzieciństwo i młodość
Urodził się 23 marca 1902 w Sowlinach (ob. dzielnica Limanowej), w rodzinie Józefa, działacza ruchu ludowego, i Agnieszki z Bednarzów. Kształcił się do 1912 w szkole ludowej w Limanowej, następnie w latach 1912–1919 w Wyższej Szkole Realnej w Krakowie i Tarnowie, gdzie zdał egzamin dojrzałości. Od 1920 studiował na Wydziale Komunikacyjnym (powstałym z Wydziałów: Budownictwa Wodnego oraz Inżynierii Dróg, Kolei i Mostów) Szkoły Politechnicznej, a od 28 czerwca 1921 na Politechnice Lwowskiej. Ze względów materialnych przerywał studia, m.in. w latach 1926–1928 pracował w Powiatowym Zarządzie Drogowym w Limanowej (budowa dwóch mostów żelbetowych i szkoły powszechnej w Sowlinach).

### Początki kariery inżynierskiej i naukowej
W grudniu 1929 został asystentem prof. dr inż. Maksymiliana Matakiewicza w Katedrze Budownictwa Wodnego Politechniki Lwowskiej. W 1930 otrzymał akademicki stopień inżyniera dróg i mostów. W latach 1931–1933 rozpoczął działalność publikacyjną w „Czasopiśmie Technicznym”. W latach 1934–1939 prowadził praktyczną działalność inżynierską – kierował m.in. budową obwałowań dolnej Wisły i Wdy oraz regulacją rzek w rejonie Grudziądza, Świecia i Chełmna (Osy, Gardenki, Trynki i Wdy). W latach 1937–1939 pełnił także funkcję kierownika referatu wodno-melioracyjnego w trzech powiatach województwa pomorskiego.

### Okres II wojny światowej
Po wybuchu II wojny światowej zdecydował się na powrót do Lwowa i podjął pracę w Zarządzie Miejskim oraz na Wydziale Inżynierii Lądowej i Wodnej Politechniki Lwowskiej, którą Sowieci w październiku 1939 przekształcili w Lwowski Instytut Politechniczny. Po śmierci prof. M. Matakiewicza 3 lutego 1940, przejął wykłady z regulacji rzek. Od 1941, podczas niemieckiej okupacji Lwowa, ukrywał się w Stryju i Rzeszowie, pracując w przedsiębiorstwach drogowych. W okresie okupacji brał udział w tajnych referatach naukowych organizowanych we Lwowie przez grono profesorów wyższych uczelni. Od czerwca 1944 ukrywał się w Tarnowie, a następnie w Limanowej.

### Okres powojenny

#### Politechnika Wrocławska
W lutym 1945, podjął pracę dydaktyczną w Akademii Górniczej (od 1949 AGH) w Krakowie, w maju 1945 wyjechał z I Grupą Kulturalno-Naukową do Wrocławia, gdzie współorganizował Uniwersytet i Politechnikę Wrocławską (PWr). 2 maja 1947 obronił pracę doktorską nt. „Oczyszczanie wód płynących z ropy i jej odpadków rafineryjnych”, otrzymał tytuł doktora nauk technicznych i został adiunktem na Wydziale Budownictwa w Katedrze Budownictwa Wodnego I. W 1948 został zastępcą profesora i niebawem objął kierownictwo Katedry Budownictwa Wodnego II. Nominację na profesora nadzwyczajnego otrzymał 15 marca 1949. We wrześniu 1949 oddziały Wydziału Budownictwa przekształciły się w dwa samodzielne wydziały. Z Oddziału Inżynierii Lądowej i Wodnej powstał Wydział Inżynierii, z Oddziałami: Lądowym i Wodnym. Był pierwszym dziekanem tego nowego wydziału, do 1951. Po rozdzieleniu Uniwersytetu Wrocławskiego i Politechniki Wrocławskiej organizował Wydział Inżynierii Sanitarnej PWr.

#### Pracownie projektowe
Organizował prace badawcze na uczelni, a w latach 40. i 50. XX w. kierował trzema terenowymi pracowniami projektowymi we Wrocławiu, Katowicach i Ozimku. Pracownicy Spółdzielni Inżynierskiej we Wrocławiu m.in. prowadzili oczyszczanie dróg wodnych Górnej Odry z zatopionego podczas wojny taboru rzecznego oraz odbudowę 24 mostów o konstrukcji stalowej i żelbetowej. Niestety, został zmuszony do likwidacji tych pracowni.

#### Politechnika Warszawska
W 1952 roku został przeniesiony z Politechniki Wrocławskiej do Warszawy i objął Katedrę Dróg Wodnych i Regulacji Rzek Politechniki Warszawskiej. W latach 1956–1961 był czwartym z kolei i ostatnim dziekanem Wydziału Budownictwa Wodnego. W 1961 roku Wydział został połączony z Wydziałem Inżynierii Sanitarnej, w wyniku czego powstał Wydział Inżynierii Sanitarnej i Wodnej.
Zmarł nagle i przedwcześnie 28 kwietnia 1963 roku w Warszawie i został pochowany na cmentarzu Powązkowskim (kwatera 204-6-9).

## Dorobek inżynierski i naukowy
Należał do lwowskiej szkoły regulacji rzek i budowy dróg wodnych, która w okresie przedwojennym lub powojennym odcisnęła swój ślad w Politechnice Warszawskiej, Politechnice Wrocławskiej i Politechnice Gdańskiej. Był kontynuatorem nowatorskiej filozofii w zakresie regulacji rzek polegającej na tym, aby konstrukcje inżynierskie wpisywać w naturalne uwarunkowania koryta rzecznego, uzyskując efekt umacniania ich przez siły przyrody, a nie zwalczania i niszczenia. Dzisiaj powiedzielibyśmy, że z założenia budowle te miały być przyjazne środowisku. Szacował szkody powodziowe, badał m.in. poziomy ruch rumowiska rzecznego na różnych głębokościach osadów dennych. Był promotorem prac doktorskich Romualda Jasiewicza i Janusza Wierzbickiego. Pozostawił po sobie liczne owoce pracy inżynierskiej i badawczej, w tym książki z zakresu budownictwa wodnego: Regulacja rzek (PWN, Wrocław, 1953), Porty rzeczne (PWN, Warszawa, 1957) i Regulacja rzek i potoków (Arkady, Warszawa, 1958). Ta ostatnia pozycja została przetłumaczona na język angielski i wydana w Polsce po angielsku: River Regulation (Arkady, Warszawa, 1964). Publikował także w czasopismach naukowo-technicznych, np. w „Gospodarce Wodnej” i „Archiwum Hydrotechniki”.
Wykaz ważniejszych prac ogłoszonych w czasopismach naukowo-technicznych, opracowań i referatów
1. Rozbudowa badeńskich sił wodnych. Czasopismo Techniczne, Lwów, 1932
2. Oczyszczanie wód z ropy i jej odpadków porafineryjnych. Czasopismo Techniczne, Lwów, 1933
3. Rozbudowa dróg wodnych jako czynnik rozwoju gospodarczego (przemysłu, rolnictwa i handlu). Echo Gospodarcze, Warszawa, 1938
4. Gospodarka wodna w górnej części dorzecza Odry. Gospodarka Wodna, rok VII, nr 3, s. 120–125, 1947
5. Rozwój budownictwa wodnego i jego nowe kierunki. Referat w Naukowym Towarzystwie Przyrodniczym Uniwersytetu Wrocławskiego, 1949
6. Monografia rz. Dramy i Kłodnicy – wykonana na zlecenie Biura Projektów Przemysłu Hutniczego w Gliwicach, 1950
7. Badania hydrologiczne Czarnej Wody (Sobótki) – studium podstawowe dla uregulowania i obwałowania rzeki Odry, Wrocław, 1951
8. Statystyka szkód powodziowych w Polsce ze szczególnym uwzględnieniem lat ostatnich. Gospodarka Wodna, rok XIV, nr 4 (89), s. 142–143, 1954 (współautor Z. Tyszka)
9. Uwagi na temat rozwiązania zagadnienia Wisły. Gospodarka Wodna, rok XV, nr 1, s. 10–14, 1955
10. Zagadnienie strat powodziowych. Archiwum Hydrotechniki, t. II, z. 1, s. 67–83, 1955

Materiały archiwalne Wiktora Mamaka znajdują się w PAN Archiwum w Warszawie pod sygnaturą III-133.

## Członkostwo
Był członkiem Komitetu Gospodarki Wodnej Polskiej Akademii Nauk, długoletnim członkiem Rady Naukowej Instytutu Budownictwa Wodnego PAN w Gdańsku oraz dożywotnim członkiem Międzynarodowego Stowarzyszenia Kongresów Żeglugi (PIANC) w Brukseli, a w latach 1935–1939 członkiem Polskiego Związku Inżynierów Budowlanych w Toruniu. Współpracował z Zespołem Budownictwa Wodnego w Komisji Programowej Rady Głównej Szkolnictwa Wyższego.

## Ordery i odznaczenia
- Krzyż Kawalerski Orderu Odrodzenia Polski (1956)
- Złoty Krzyż Zasługi (1938)
- Medal 10-lecia Polski Ludowej (19 stycznia 1955)[4]

## Upamiętnienie
W 2004 roku jego wdzięczni uczniowie odsłonili tablicę pamiątkową w Gmachu Wydziału Inżynierii Środowiska Politechniki Warszawskiej.